# 카를라 유리
카를라 유리(이탈리아어: Carla Juri, 1985년 1월 2일 ~ )는 스위스의 배우이다. 2012 스위스 영화상 여우주연상 수상자이다.

## 출연 작품
- 파울라 - 파울라 모더존 베커 역
- 브림스톤
- 미국에서 온 모리스
- 블레이드 러너 2049 - 아나 스텔리네 박사 역
- 인트리고: 디어 아그네스